# Гимназия № 36 (Гомель)
Государственное учреждение образования «Гимназия № 36 г. Гомеля имени И. Мележа» — среднеобразовательное учебное учреждение города Гомель в Белоруссии. Носит имя белорусского писателя И. П. Мележа. А также Бондаренко Л.Г.
Направления обучения — филологическое и обществоведческое. Директор — Беридзе Елена Алексеевна.
Относится к школам «нового типа» для углубленного изучения различных предметов на профильном уровне. По состоянию на 2010 год, одна из трёх гимназий в Белоруссии, где обучение происходит на белорусском языке.

## История школы
Средняя школа № 36 была открыта в 1972 году. В 1993 году на базе школы создана национальная школа «Созвездие».
В 1996 году основана Белорусско-славянская гимназия № 36 имени Ивана Мележа.
В 2000 и 2006 годах гимназия прошла государственную аттестацию.
С 2003 года гимназия является площадкой Министерства образования Республики Беларусь по реализации проектов «Внедрение региональной модели воспитательной работы», «Внедрение авторской модели воспитания школьников в процессе краеведческой деятельности» и «Внедрение авторской модели формирования национального самосознания учащихся на основе историко-культурного наследия родного края».
В гимназии функционируют два музея: мемориальный музей братьев Лизюковых (с 1976 года) и этнографический музей «Белорусский дом» (с 2005 года).
Ежегодно на базе гимназии организуются мележевские чтения — научно-практическая конференция, в которой принимают участие ученики 7-11 классов учреждений общего среднего образования, а также творческие группы учеников Белоруссии, а также России и Украины.

## Музей братьев Лизюковых

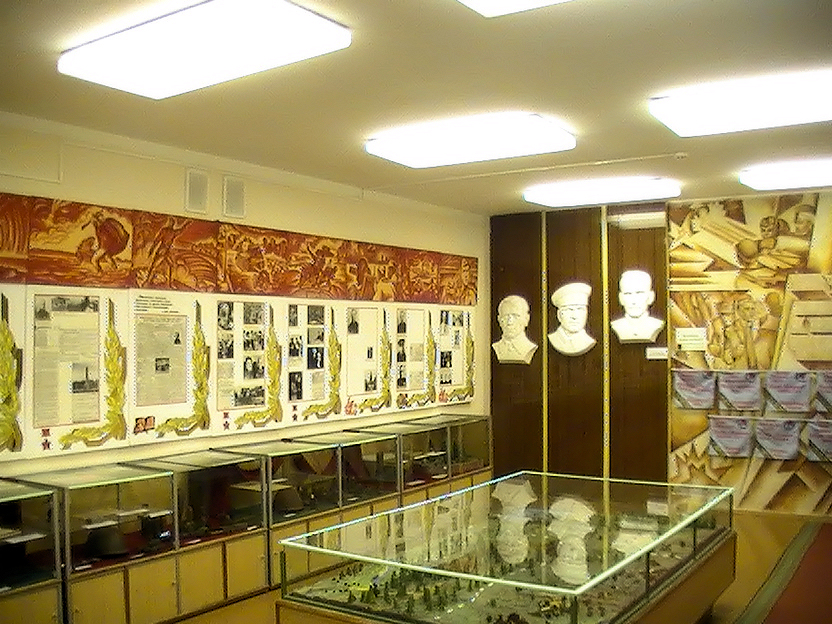
Интерьер музея братьев Лизюковых в гимназии № 36

В 1976 году в школе открыт музей братьев Лизюковых, погибших в годы Великой Отечественной войны: Александра Ильича, Петра Ильича и Евгения Ильича. Александру Ильичу (в 1941 году) и Петру Ильичу (в 1945 году) присвоено звание Героев Советского Союза. В музее представлены исторические документы и уникальные фотографии из жизни братьев.
В 2010 году Музей братьев Лизюковых вошёл в число победителей и занял 2-е место на городском конкурсе музеев Великой Отечественной войны, а на республиканском конкурсе был отмечен дипломом Лауреата.